# محمد بن شیرکوه
محمد بن شیرکوه (انگلیسی: Muhammad ibn Shirkuh; unknown – ۴ مارس ۱۱۸۶)، اولین امیر ایوبی حمص بود که از سال ۱۱۷۹ تا سال ۱۱۸۶ حکومت کرد.